# Bramley (Surrey)
Bramley is een civil parish in het bestuurlijke gebied Waverley, in het Engelse graafschap Surrey. De plaats telt 3559 inwoners.